# Bílčice
Bílčice (en allemand : Heidenpiltsch) est une commune du district de Bruntál, dans la région de Moravie-Silésie, en République tchèque. Sa population s'élevait à 222 habitants en 2021.

## Géographie
Bílčice se trouve à 16 km au sud-est de Bruntál, à 51 km à l'ouest d'Ostrava et à 226 km à l’est-sud-est de Prague.
La commune est limitée par Roudno au nord-ouest, par Leskovec nad Moravicí au nord-est, par Jakartovice à l'est, par Budišov nad Budišovkou au sud-est, par Dvorce au sud-ouest, et par Křišťanovice à l'ouest.

## Histoire
La première mention écrite de la localité date de 1379. De 1869 à 1880, elle s'appela Bělčice, auparavant Blučí.

## Administration
La commune se compose de deux sections :
- Bílčice
- Májůvka

## Galerie

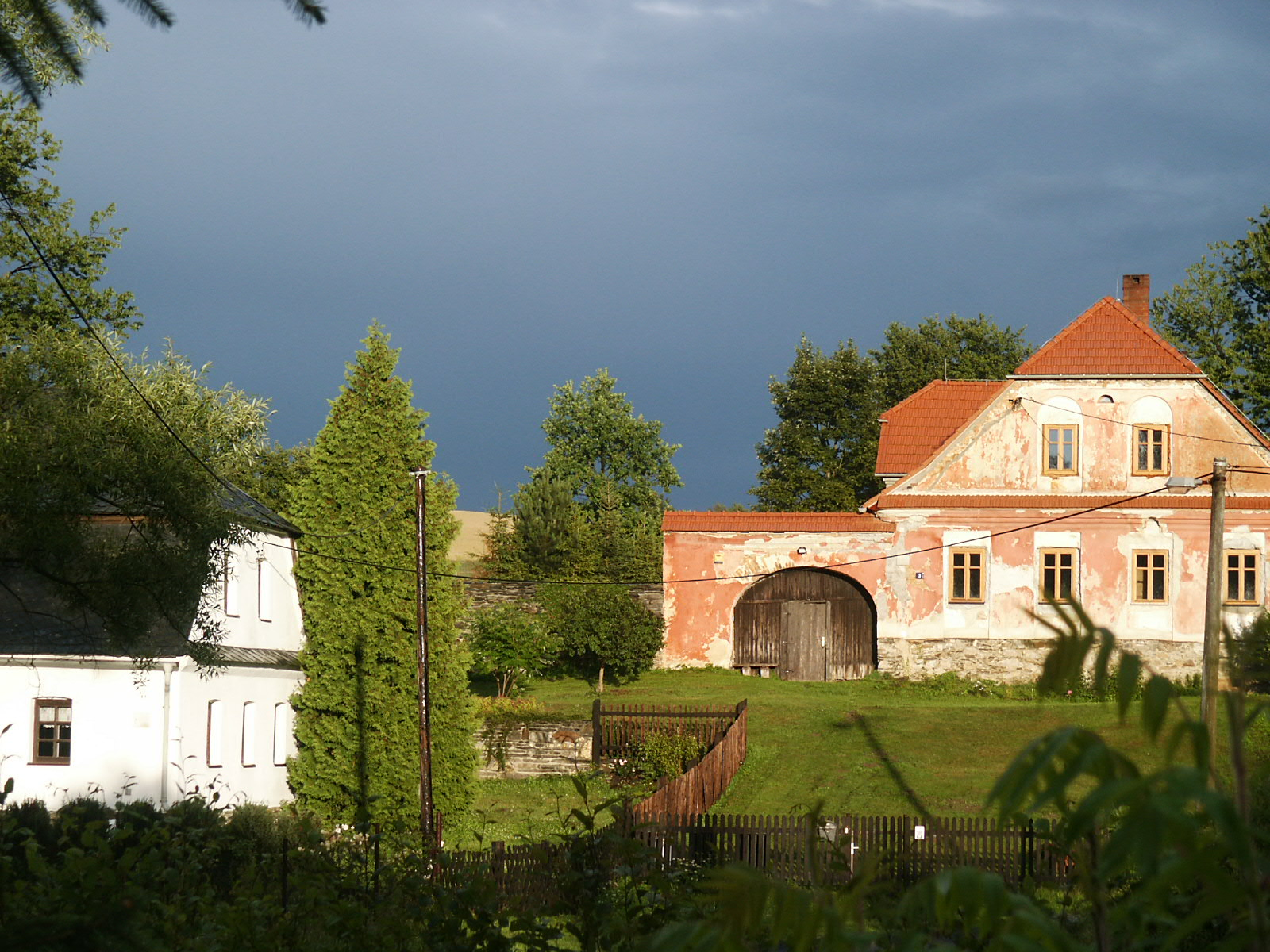
Ciel d'orage à Májůvka.
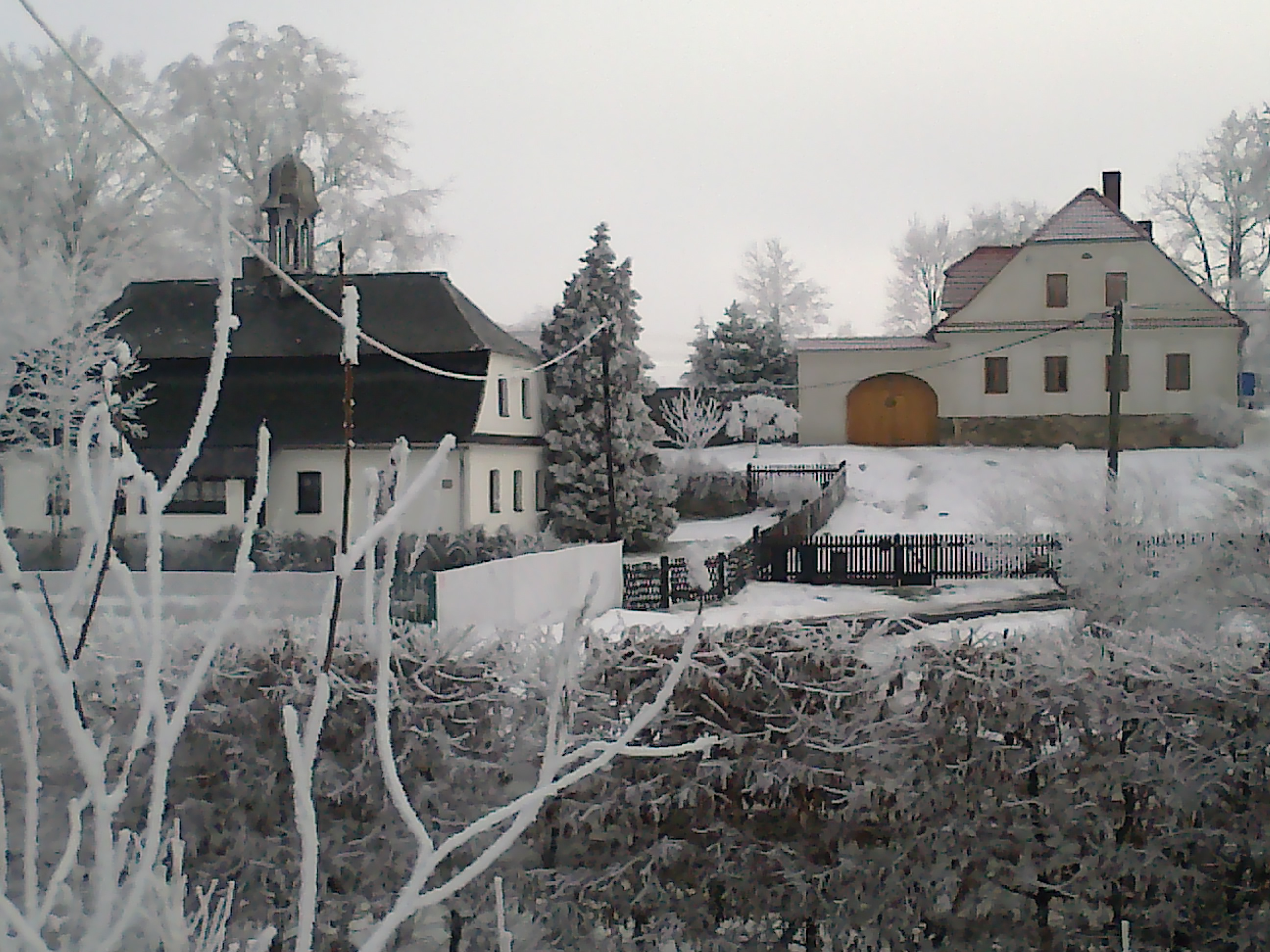
Májůvka sous la neige.

## Transports
Par la route, Bílčice se trouve à 21 km de Bruntál, à 67 km d'Ostrava et à 292 km de Prague.